# 日立パワーソリューションズ
株式会社日立パワーソリューションズ（ひたちパワーソリューションズ）は、エネルギー・産業・情報などの社会インフラの幅広い分野で技術・製品・システム・サービスを提供する企業である。
2013年4月1日、株式会社日立エンジニアリング・アンド・サービスが、日立協和エンジニアリング株式会社、日立設備エンジニアリング株式会社、株式会社日立エレクトリックシステムズの3社を吸収合併し商号変更する形で統合した。
社内略称は日立パワー。